# Aymar de Bourbon
Aymar ou Aimard, né en 874, mort vers 953 (parfois aussi appelé Adhémar), sire de Souvigny est le plus lointain ancêtre connu de la maison de Bourbon en étant le père du premier sire de Bourbon, Aymon Ier de Bourbon. 

## Biographie
Aymar ou Adhémar, viguier de Châtel-de-Neuvre (pagus Denobrensis) pour le compte du duc Guillaume Ier d'Aquitaine, qualifié de  miles clarissimus par le rédacteur du cartulaire de l'abbaye de Cluny, est le premier ancêtre historiquement certain de la maison de Bourbon, cité en 913 quand le roi Charles le Simple lui octroya en récompense de sa fidélité plusieurs terres situées en Berry, en Auvergne et dans l'Autunois, sur les bords de l'Allier. 
Aymar était à la tête d'une viguerie importante par sa localisation aux confins de l'Auvergne et du Berry. On considère que cette viguerie contenait les terres situées entre Châtel-de-Neuvre, Marigny et Neuvy.
L'acte de fondation de l'abbaye de Cluny, passé à Bourges en 910, par Guillaume le Pieux, duc de Guyenne, comte d'Auvergne et de Mâcon, porte, dans les souscriptions des témoins, le nom d'un Adhémar, probablement vassal du comte.
Il fait don vers 915 « par crainte de la géhenne, pour l'amour de Dieu et remède à son âme » de l'alleu de Souvigny, avec l'église dédiée à saint Pierre, à l'abbaye de Cluny fondée en 910. Par cet acte, il faisait probablement un acte politique en donnant sa villa à l'abbaye fondée par son suzerain. 
Il est également cité dans un autre acte mais douteux celui-là, fait à Autun en 918, quand il ajouta au prieuré de Souvigny un bien situé à Lusigny. 
Charte de mai 922, de Ademarus comes (comte Aymar) qui donne Lisinias villa in pago Augustidense à Cluny/Souvigny, pour les âmes de senioris mei Nibilungi genitoris et Kunegundis genetricis, signé Haimonis.
Adhémar fait son testament en 923 ; dans ce testament, daté « de son château de Moulins au territoire d'Autun », il parle de son aïeul le comte Childebrand et de son père Nivelon et y institue Aymon, son fils aîné, héritier de tous ses biens, à l'exception de dotations foncières moins importantes à ses puînés. L'authenticité des actes de 918 et 923 est néanmoins plus que contestable, car l'acte de 923 évoque son château de Moulins ; or il n'existait pas encore de château à Moulins ; il parle également de Saint-Vincent de Chantelle qui ne sera fondé que 13 ans plus tard.

## Postérité
Aymard aurait eu quatre fils de sa femme Ermengarde : Aymon Ier, son successeur, ainsi que Dagobert, Archambaud et Emmon, sans postérité connue.

## Source
- Anthony Stokvis, Manuel d'histoire, de généalogie et de chronologie de tous les États du globe, depuis les temps les plus reculés jusqu'à nos jours, préf. H. F. Wijnman, éditions Brill Leyde 1889, réédition, 1966, Volume II, chapitre II  « France & Monaco », A) France e) Etats féodaux , § 84 « Seigneurie, puis baronnie et plus tard duché de Bourbon » p. 143 et tableau généalogique no 42 p. 144.